# Castillo de Montalvão
El castillo de Montalvão, en el Alentejo, está situado en la parroquia y pueblo del mismo nombre, municipio de Nisa, distrito de Portalegre, en Portugal.
En la época de la Reconquista cristiana de la península ibérica era parte de la llamada Línea del Tajo.

## Historia

### El castillo medieval
Está en ruinas y su objetivo era proteger la línea fronteriza con Castilla. Este castillo fue reconstruido durante el reinado de  Don Dinis (1279-1325), cuando pertenecía a la Orden de Cristo.
Está referenciado, bajo el reinado de  don Manuel (1495-1521), por Duarte de Armas (Libro de las Fortalezas, c. 1509) como una muralla, sin torres, en la que se rasgó una puerta. Este soberano le concedió una carta en 1512.

## Desde elsigloXVIIhasta nuestros días
Más tarde, en el siglo XVII, su puerta fue reconstruida.
Las huellas de los cimientos de los muros, las torres y la cisterna han llegado a nuestros días. La plaza de armas abandonada servía como refugio para el ganado de la población. En lo que queda de la puerta del antiguo castillo, se erige un moderno depósito de agua, que desfigura el conjunto, actualmente en Vias de Classificação.

## Características
El castillo tiene una forma aproximadamente  ovalada.